# Roseville, Kalifornien
Roseville är största stad i Placer County i den amerikanska delstaten Kalifornien med en yta av 79 km² och en folkmängd, som uppgår till 112 343 invånare (2009).

## Kända personer från Roseville
- John Ensign, politiker
- David G. McAfee, författare
- Scott Pruett, racerförare
- Molly Ringwald, skådespelare